# Koprivnica (Aleksinac)
Pour les articles homonymes, voir Koprivnica.
Koprivnica (en serbe cyrillique : Копривница) est un village de Serbie situé dans la municipalité d'Aleksinac, district de Nišava. Au recensement de 2011, il comptait 197 habitants.

## Démographie
| 1948 | 1953 | 1961 | 1971 | 1981 | 1991 | 2002 | 2011 |
| ---- | ---- | ---- | ---- | ---- | ---- | ---- | ---- |
| 413  | 411  | 412  | 368  | 333  | 293  | 223  | 197  |

|  |